# Liste der Naturdenkmale in Puschwitz
Die Liste der Naturdenkmale in Puschwitz nennt die Naturdenkmale in Puschwitz im sächsischen Landkreis Bautzen.

## Definition
„Naturdenkmäler sind rechtsverbindlich festgesetzte Einzelschöpfungen der Natur oder entsprechende Flächen bis zu fünf Hektar, deren besonderer Schutz erforderlich ist
1. aus wissenschaftlichen, naturgeschichtlichen oder landeskundlichen Gründen oder
2. wegen ihrer Seltenheit, Eigenart oder Schönheit.“

## Liste
Link zu einem Kartenansichtstool, um Koordinaten zu setzen.
| Bild | Bezeichnung | Lage                                     | Beschreibung | Datum | Nummer |
| ---- | ----------- | ---------------------------------------- | ------------ | ----- | ------ |
| BW   | Winterlinde | Guhra (51° 14′ 34,4″ N, 14° 16′ 52,7″ O) |              |       | 265    |